# Venus (Shocking Blue)
Venus è un singolo del gruppo musicale olandese Shocking Blue, pubblicato nel 1969 come estratto dall'album At Home.

## Descrizione
Testo e musica del brano furono scritti da Robbie van Leeuwen, chitarrista e produttore degli Shocking Blue, che si è ispirato ad una composizione di Tim Rose: The Banjo Song.
Il singolo è stato pubblicato a fine 1969 come singolo estratto dall'album At Home, il singolo degli Shocking Blue raggiunse la posizione numero uno della Billboard Hot 100 il 7 febbraio 1970 ed in Francia per sei settimane.
Venus è arrivata al numero uno nel 1969, e nuovamente nel 1986, nella cover registrata dalle Bananarama. La canzone in seguito ha ricevuto numerose reinterpretazioni da diversi artisti, ed è apparsa in vari film, show televisivi e pubblicità.
Una versione strumentale registrata dai Don Pablo's Animals sotto etichetta Rumor Records ha raggiunto il 4º posto della classifica inglese il 19 maggio 1990. Il 24 maggio 1990 i Don Pablo's Animals (Giorgio Pavan e Christian Hornbostel) sono a Top Of The Pops sulla BBC.

## Formazione
- Mariska Veres - voce
- Jerry RossBei - sitar
- Cees Schrama - piano elettrico Hohner

## Classifiche
| Classifica (1970)      | Posizione più alta |
| ---------------------- | ------------------ |
| Austria                | 3                  |
| Belgio                 | 1                  |
| Finlandia              | 8                  |
| Francia                | 1                  |
| Germania               | 1                  |
| Irlanda                | 10                 |
| Italia                 | 1                  |
| Spagna                 | 1                  |
| Giappone               | 2                  |
| UK                     | 8                  |
| U.S. Billboard Hot 100 | 1                  |

## Cover (parziale)
- Nel 1969 Dalton ne hanno incisa una versione con il testo in italiano.
- Le Bananarama nel 1986 hanno pubblicato il singolo Venus, con una celebre versione della canzone che ha raggiunto i vertici della classifiche.
- Mina ha inciso il brano nel 1986 per l'album Sì, buana.
- Nel 1994 è stata eseguita all'interno della trasmissione televisiva Non è la RAI dalle cantanti Anna Maria Di Marco e Letizia Mongelli e interpretata sul palco da Arianna Becchetti, Monia Arizzi e Laura Migliacci, successivamente inserita nella compilation Non è la Rai estate.